# 술탄 압둘 사마드 빌딩

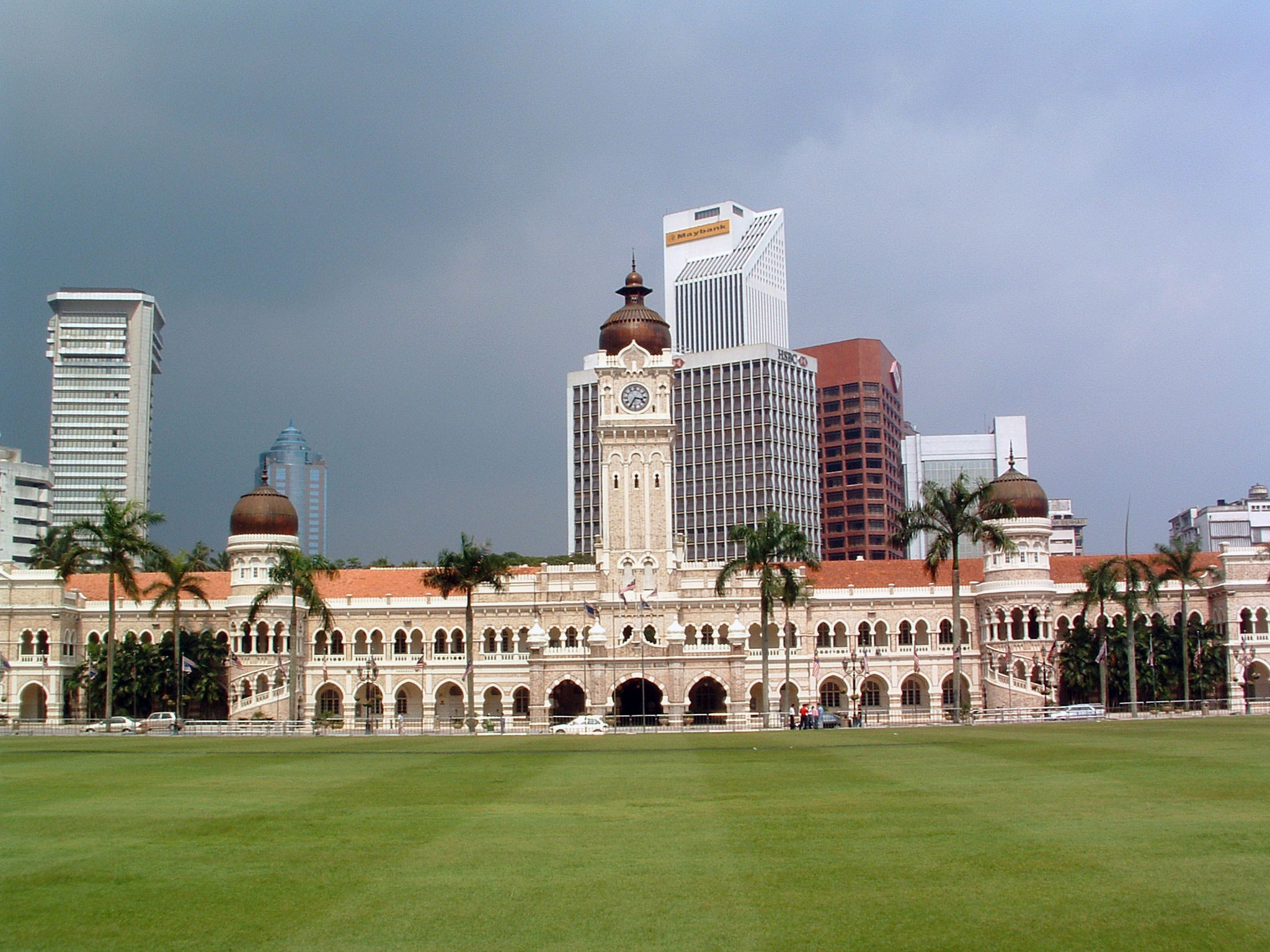

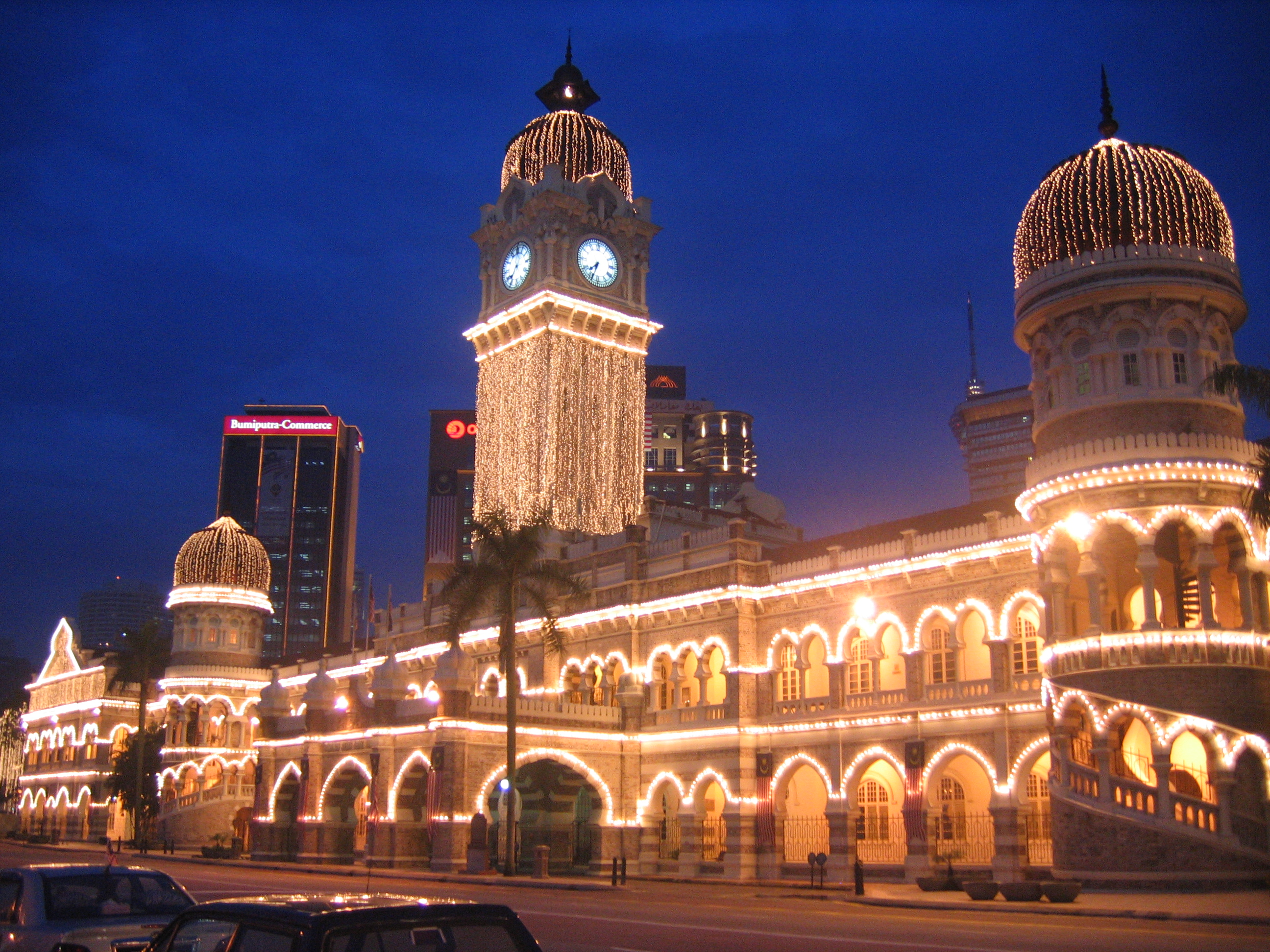
술탄 압둘 사마드 빌딩
(위는 주경, 아래는 야경.)

술탄 압둘 사마드 빌딩(Sultan Abdul Samad Building)은 영국 식민지 시대인 1897년에 건축된 건물로 주요 행정부의 부서로 사용되었다. 도시를 대표하는 건물로 40m 높이의 시계탑과 햇볕을 받으면 우아하게 빛나는 구리로 만든 돔이 덮여 있어 새해를 맞는 신성한 의식과 국가독립기념일(8월 31일)의 시가행진 및 국가행사에 중심적인 역할을 하는 곳이다. 이 유서깊은 건물은 현재 대법원과 섬유박물관으로 사용되고 있다.